# Пятнистолепестник
Пятнистолепе́стник, или Граптопе́талум (лат. Graptopetalum; от др.-греч. γραπτός, graptos — пятнистый и πέταλον, petalon — лепесток), — род растений семейства Толстянковые (Crassulaceae).

## Распространение
Встречаются в сухих местообитаниях на юго-западе Северной Америки: от Аризоны до штата Оахака.

## Уход
Граптопеталум хорошо приспособлен для выращивания в комнатных условиях. Он неприхотлив и нетребователен в уходе. Такое растение может рости как в одиночку, так и в «компании» с иными суккулентами.
Необходимо яркое освещение. Растение спокойно относится к прямым лучам солнца. При выборе места для такого цветка рекомендуется отдать предпочтение окнам юго-восточной, а также южной ориентации. Граптопеталум может также расти на подоконнике западного окна.

## Способы размножения
Размножить можно семенами, листовыми черенками и легкоукореняющимися дочерними розетками.
Перед тем как посадить листовые черенки, их нужно подсушить в течение 24-48 часов. Затем их черешок прикапывают в землесмесь. Такие черенки не следует сильно увлажнять либо накрывать стеклом или пленкой, потому что на них может очень быстро появиться гниль. Если создать оптимальные условия, то укоренение произойдет спустя 7 дней, а уже через 6-8 недель начнется формировка молоденького растеньица.

## Таксономия
Род Пятнистолепестник включает 20 видов:
- Graptopetalum amethystinum (Rose) E.Walther — Пятнистолепестник аметистовый
- Graptopetalum bartramii Rose — Пятнистолепестник Бартрама
- Graptopetalum bellum (Moran & J.Meyrán) D.R.Hunt — Пятнистолепестник красивый
- Graptopetalum bernalense (Kimnach & Moran) V.V.Byalt — Пятнистолепестник бернальский
- Graptopetalum filiferum (S.Watson) Whitehead — Пятнистолепестник нитеносный
- Graptopetalum fruticosum Moran — Пятнистолепестник кустарниковый
- Graptopetalum glassii Acev.-Rosas & Cházaro — Пятнистолепестник Гласса
- Graptopetalum goldii Matuda — Пятнистолепестник Голда
- Graptopetalum grande Alexander — Пятнистолепестник крупный
- Graptopetalum macdougallii Alexander — Пятнистолепестник Макдугалла
- Graptopetalum marginatum Kimnach & Moran — Пятнистолепестник окаймлённый
- Graptopetalum mendozae Glass & Cházaro — Пятнистолепестник Мендосы
- Graptopetalum occidentale Rose ex E.Walther — Пятнистолепестник западный
- Graptopetalum pachyphyllum Rose — Пятнистолепестник толстолистный
- Graptopetalum paraguayense (N.E.Br.) E.Walther — Пятнистолепестник парагвайский
- Graptopetalum pentandrum Moran — Пятнистолепестник пятитычинковый
- Graptopetalum pusillum Rose typus[1] — Пятнистолепестник крохотный
- Graptopetalum rusbyi (Greene) Rose — Пятнистолепестник Русби
- Graptopetalum saxifragoides Kimnach — Пятнистолепестник камнеломковидный
- Graptopetalum superbum (Kimnach) Acev.-Rosas — Пятнистолепестник роскошный

## Галерея

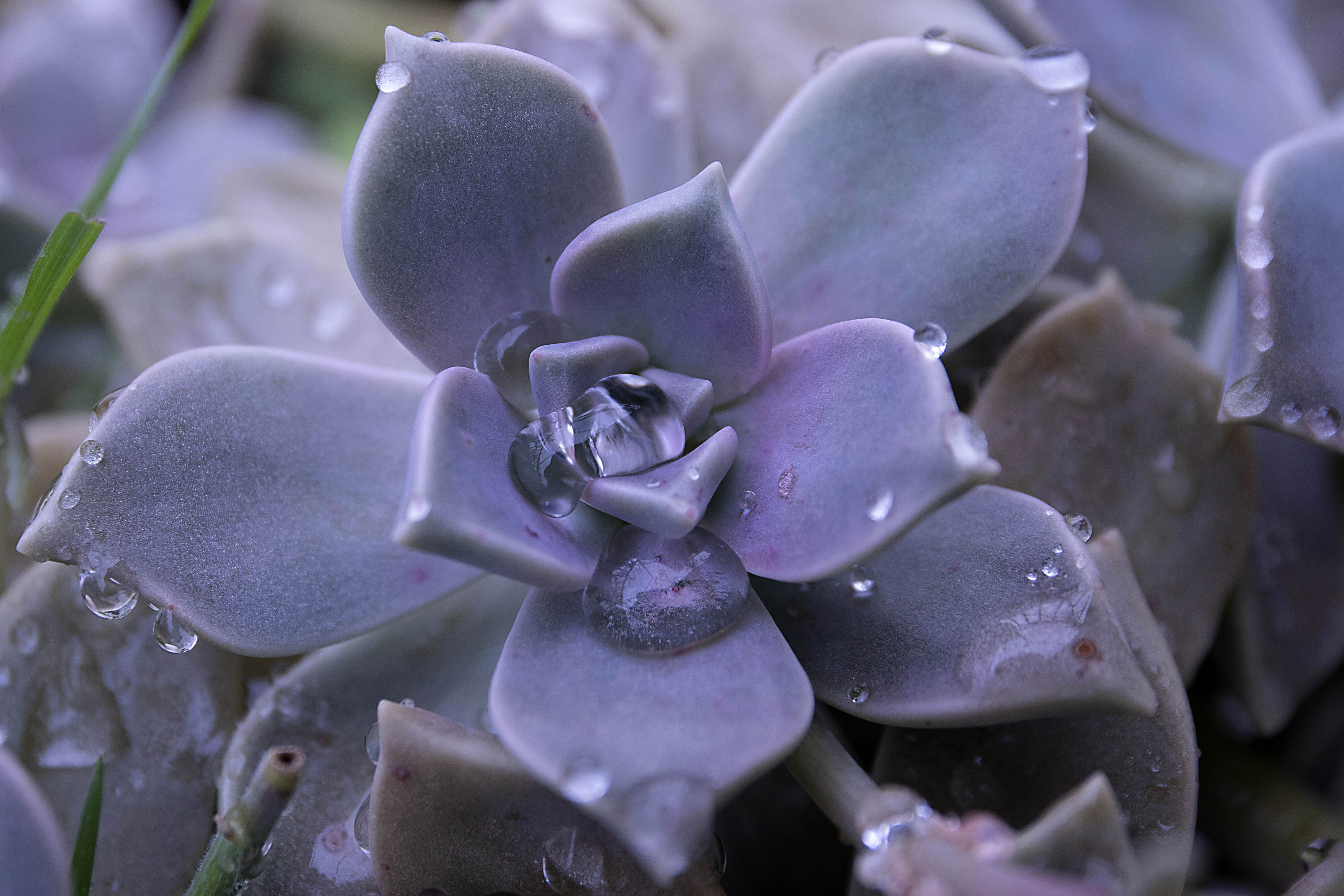
Graptopetalum paraguayense
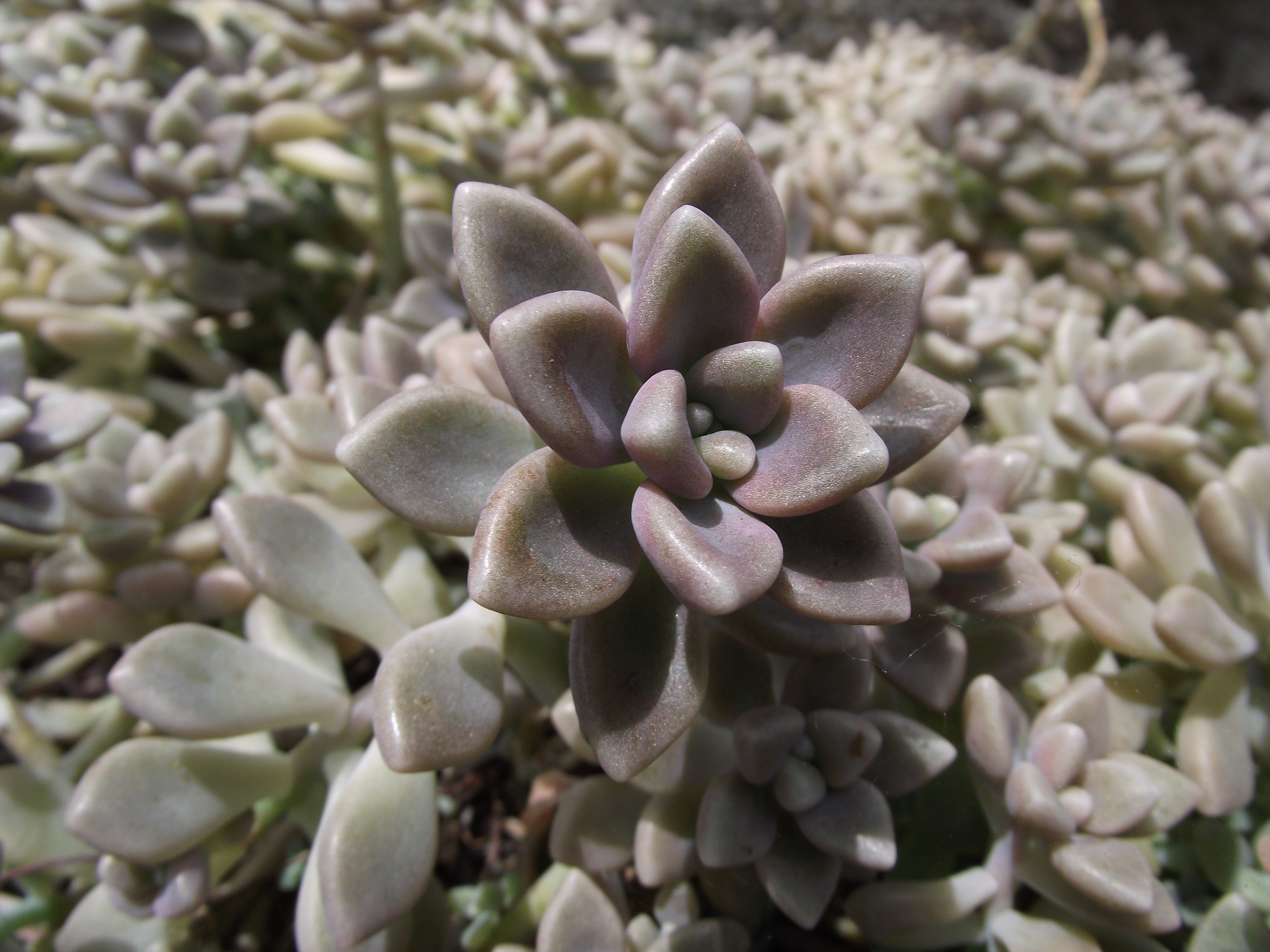
Graptopetalum mendozae
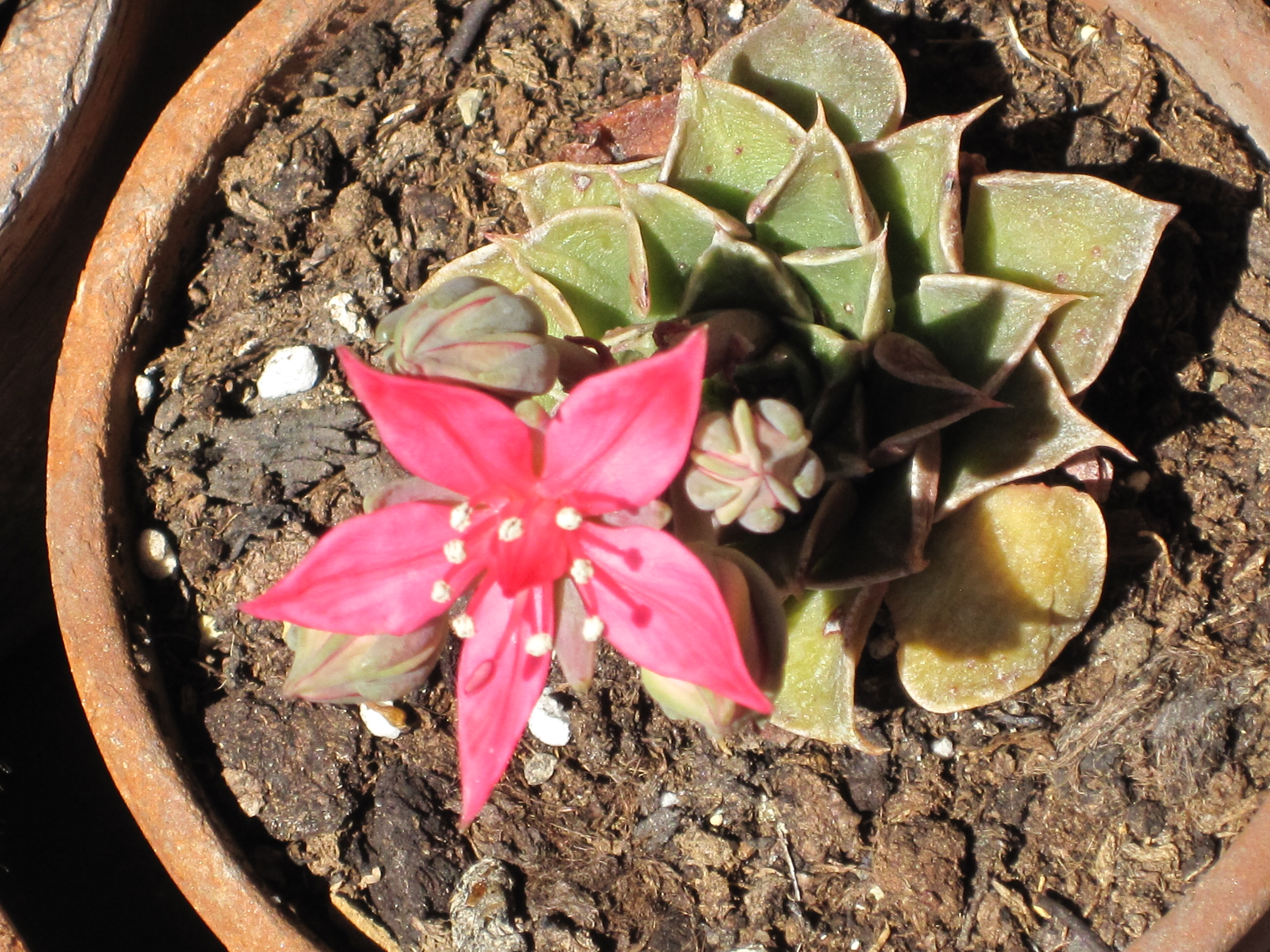
Graptopetalum bellum
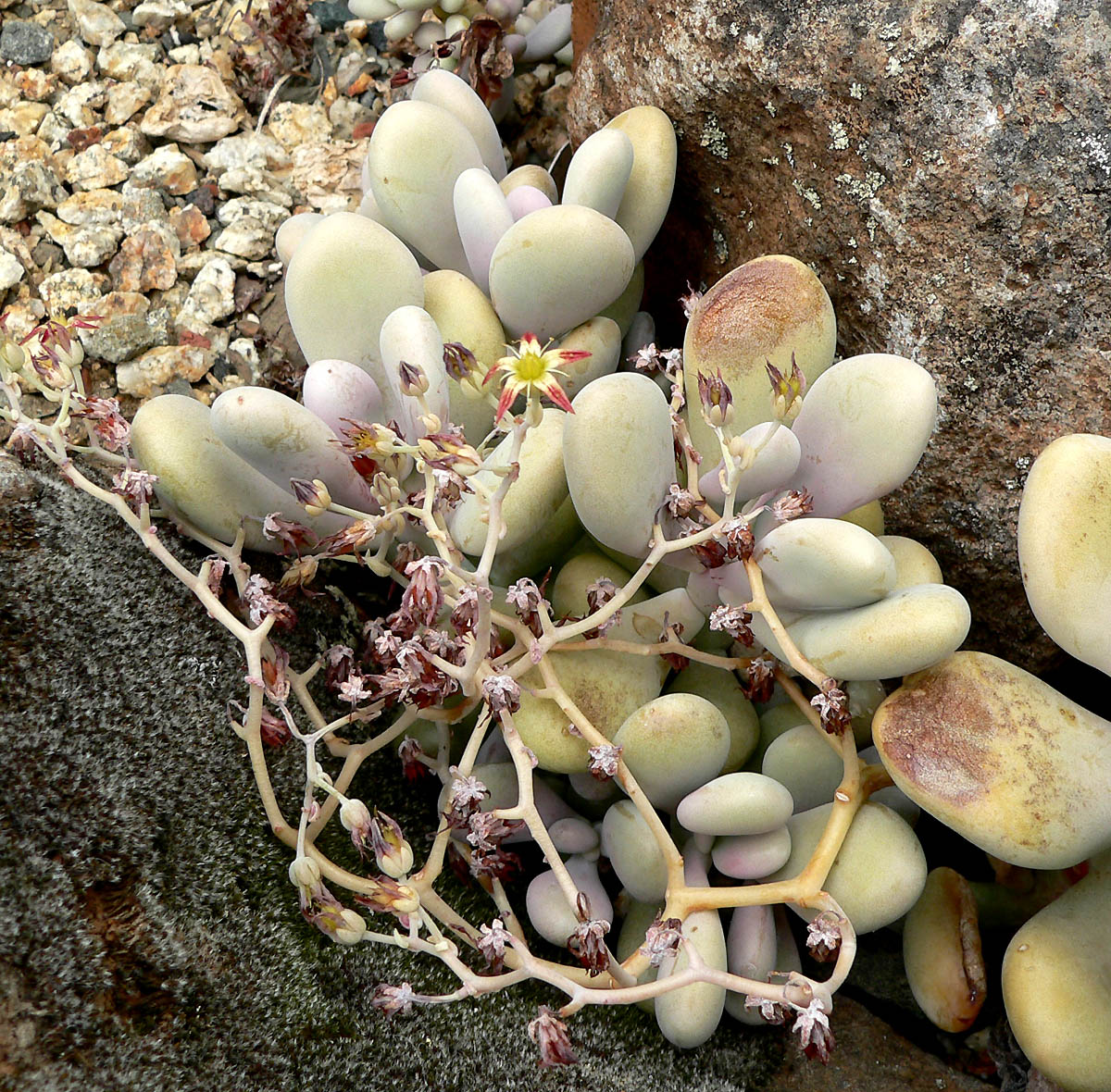
Graptopetalum amethystinum